# Konstanzer Beschluss
Als Konstanzer Beschluss wird eine Vereinbarung der Kultusministerkonferenz von 1997 bezeichnet, die in der Neuausrichtung der bundesdeutschen Bildungspolitik den Beginn der sogenannten empirischen Wende kennzeichnet. Er stellt somit „eine wesentliche Weichenstellung in der deutschen Schulpolitik dar“.

## Hintergrund
Deutschland beteiligte sich 1995 erstmals an der TIMS-Studie. Mit TIMSS wurden Daten zu den Leistungen von mehr als einer halben Million Schüler aus rund 15.000 Schulen in 46 Ländern ermittelt und Hintergrundinformationen über den Unterricht, die Lehrer, die Schulen sowie Aspekte der außerschulischen Lebensumwelt der Schüler gewonnen. Dabei zeigte sich erstmals (noch vor dem so bezeichneten „PISA-Schock“) empirische Evidenz für die Rückständigkeit in Teilbereichen des deutschen Bildungswesens.

## Beschluss
Die Kultusministerkonferenz reagierte auf dieses schlechte Abschneiden. Im sogenannten Konstanzer Beschluss vom 24. Oktober 1997 hat die Kultusministerkonferenz Qualitätssicherung zu einem Schwerpunkt ihrer Arbeit gemacht. Hauptinitiator dieses Antrags war der Berliner Senator Zöllner. Mit dem Beschluss wurde die Beteiligung an internationalen (z. B. PISA) und nationalen Vergleichsuntersuchungen festgelegt und Qualitätssicherung zu einem Schwerpunkt der eigenen Arbeit gemacht. Gleichzeitig hat die Kultusministerkonferenz unterstrichen, dass der Wettbewerb zwischen den Ländern wesentliche Voraussetzung für die Qualitätsentwicklung ist.

### Weiterführung
Mittlerweile hat sich die datenbasierte Bildungspolitik weiter ausdifferenziert und die KMK hat 2006 eine Gesamtstrategie zum Bildungsmonitoring vorgelegt. Diese führte die Konstanzer Beschlüsse weiter und definierte vier miteinander verbundene Tätigkeitsfelder, die alle auch in den Beschlüssen schon angedeutet werden: Internationale Schulleistungsuntersuchungen, Zentrale Überprüfung des Erreichens der Bildungsstandards im Ländervergleich, Vergleichsarbeiten zur landesweiten Überprüfung der Leistungsfähigkeit einzelner Schulen, Gemeinsame Bildungsberichterstattung von Bund und Ländern.